# Monterey Institute for Research in Astronomy
O Instituto Monterey para Pesquisa em Astronomia (Monterey Institute for Research in Astronomy, MIRA) é uma organização privada sem fins lucrativos estabelecida em 1972 e dedicada na educação e pesquisa astronômica, considerada a primeira organização profissional e independente do ramo fundada no século XX. Está localizada ao lado do campus da Universidade do Estado da Califórnia na Baía de Monterey, dentro dos limites da cidade de Marina (Califórnia). As coordenadas desse lugar são: 36° 39′ 39″ N, 121° 48′ 31″ O
A empresa mantém os observatórios Weaver Student Observatory e Oliver Observing Station na Floresta Nacional Los Padres.